# Pluvigner
Pluvigner är en kommun i departementet Morbihan i regionen Bretagne i nordvästra Frankrike. Kommunen ligger i kantonen Pluvigner som tillhör arrondissementet Lorient. År 2022 hade Pluvigner 7 644 invånare.

## Befolkningsutveckling
Antalet invånare i kommunen Pluvigner
| Referens: INSEE |